# Passanant i Belltall
Passanant i Belltall és un municipi de la comarca de la Conca de Barberà, amb capital a Passanant que era el nom del municipi fins al 2005.

## Geografia
- Llista de topònims de Passanant i Belltall (Orografia: muntanyes, serres, collades, indrets..; hidrografia: rius, fonts...; edificis: cases, masies, esglésies, etc).

| Entitat de població | Habitants (2023) |
| Passanant           | 78               |
| Belltall            | 67               |
| el Fonoll           | 22               |
| la Sala de Comalats | 6                |
| Glorieta            | 5                |
| la Pobla de Ferran  | 2                |
| Font: Idescat       |                  |

## Demografia
| 1497 f | 1515 f | 1553 f | 1717 | 1787 | 1857 | 1877 | 1887  | 1900 | 1910 |
| ------ | ------ | ------ | ---- | ---- | ---- | ---- | ----- | ---- | ---- |
| 51     | 48     | 64     | 254  | 352  | 927  | 899  | 1.003 | 915  | 962  |

| 1920 | 1930  | 1940 | 1950 | 1960 | 1970 | 1981 | 1990 | 1992 | 1994 |
| ---- | ----- | ---- | ---- | ---- | ---- | ---- | ---- | ---- | ---- |
| 973  | 1.014 | 877  | 807  | 630  | 387  | 232  | 206  | 195  | 195  |

| 1996 | 1998 | 2000 | 2002 | 2004 | 2006 | 2008 | 2010 | 2012 | 2014 |
| ---- | ---- | ---- | ---- | ---- | ---- | ---- | ---- | ---- | ---- |
| 192  | 182  | 183  | 198  | 209  | 174  | 175  | 164  | 161  | 154  |

| 2016 | 2018 | 2020 | 2022 | 2024 | 2026 | 2028 | 2030 | 2032 | 2034 |
| ---- | ---- | ---- | ---- | ---- | ---- | ---- | ---- | ---- | ---- |
| 161  | 150  | 155  | 170  | 162  | -    | -    | -    | -    | -    |

## Economia
L'economia es basa en l'agricultura de secà dedicada al conreu dels cereals i, en segon ordre d'importància, a la vinya i els arbres de fruita seca. La ramaderia ovina i porcina i l'avicultura complementen l'economia del municipi.
La carretera T-234 uneix el poble amb la resta de la comarca.

## Eleccions Municipals
Nombre de regidors per partit
| Junts | -  | - | - | - | - | -      | - | - | -  | -  | 1  | 2      |
| PSC | -  | - | - | 0 | - | 0      | 0 | 0 | 0  | -  | 0  | -      |
| PP | -  | - | - | - | - | 0      | - | 0 | -  | 0  | -  |        |
| ERC | -  | - | - | - | 0 | -      | 0 | 2 | 1  | -  | -  | -      |
| CiU | 4  | 5 | 5 | 5 | 5 | 5      | 5 | 3 | 3  | 3  | -  | -      |
| Altres | 3a | - | - | - | - | 0b; 0c | - | - | 1c | 2d | 4e | 2f; 1c |
| Total | 7  | 5 | 5 | 5 | 5 | 5      | 5 | 5 | 5  | 5  | 5  | 5      |
| a Belltall Independents; b Partit per la Independència; c FIC; d Esquerra - FIC; e Som Comalats - FIC f PDeCAT |    |   |   |   |   |        |   |   |    |    |    |        |

## Llocs d'interès
Al municipi es pot trobar l'església de Sant Pere de Belltall d'estil neoclàssic.

## Celebracions
- Festa de l'all de Belltall (primer dissabte d'agost)
- La calçotada de Passanant és també una trobada popular amb arrelada tradició.
- Mercat d'Intercanvi de Passanant, que se celebra el primer cap de setmana de primavera.
- Certamen cultural dels Comalats, trobada fotogràfica coneguda amb el nom de PassanantFOTO.
- Celebració de la Mare de Déu de Passanant el 12 de maig, amb processó i culte a la Verge.
- Festa del Sagrat Cor de Jesús a Belltall
- Festa Major de Belltall
- Festa Major de Passanant